# 8224 Фултонрайт
8224 Фултонрайт (8224 Fultonwright) — астероїд головного поясу, відкритий 6 серпня 1996 року.
Тіссеранів параметр щодо Юпітера — 3,303.